# Vila Real de Santo António (stacja kolejowa)
Vila Real de Santo António – stacja kolejowa w Vila Real de Santo António, w Portugalii, na Linha do Algarve. Obecnie funkcjonuje jako stacja końcowa linii, obsługując wyłącznie małe miasto Vila Real de Santo António-Guadiana, a poprzez bezpośrednie połączenie promowe, z Ayamonte.
Stacja została otwarta w 1906 roku, kiedy otwarto linię Tavira-Vila Real de Santo António ówczesnej Linha do Sul. Obecnych budynek zaprojektowany w 1936 roku przez architekta Cottinelli Telmo, otwarty został w 1945 roku.